# جون صموئيل يو
جون صموئيل يو (بالصينية: 余森美)‏ (من مواليد 12 كانون الأول 1934) و هو طبيب أطفال أسترالي من أصل صيني متميز، حاصل على وسام الدولة من درجة فارس.

## بداية حياته وتعليمه
ولد جون صموئيل في مقاطعة جيانغسو (نانجينغ قديماً) في الصين، والتحق بمدرسة فورت ستريت الثانوية ثم بجامعة سيدني في مدينة سيدني في أستراليا. اكتشف جون يو شغفه لرعاية الأطفال، وبعد أن بدأ العمل في مستشفى ألكساندرا الملكي لطب الأطفال في عام 1961 والذي يطلق عليه الآن مستشفى الأطفال الجديد، ارتقى في نهاية المطاف ليصبح الطبيب الرئيسي في المستشفى ومن ثم الرئيس التنفيذي في عام 1978.

## الوظيفة والحياة اللاحقة
أصبح الرئيس التنفيذي لمستشفى ألكساندرا الملكي للأطفال عندما نقل المشفى من مدينة كامبرداون إلى ويستميد في مقاطعة نيوساوث ويلز غرب سيدني في عام 1995 (يطلق عليه الآن اسم مستشفى الأطفال في ويستميد بالإضافة إلى اسمه الرسمي)، وشغل منصب مستشار لجامعة نيو ساوث ويلز من 2000 إلى 2005، بعدما تم تعيينه عضواً في نقابة أستراليا في عام 1989 لقِّب بأسترالي العام(en) سنة 1996، ثم تم تعيينه مشاركاً في نقابة أستراليا في 2001. جون يو، بصفته الرئيس التنفيذي لمستشفى ألكساندرا الملكي للأطفال، أيد علناً مشروع قانون قدمه ألان كوربيت في المجلس التشريعي في نيوساوث ويلز لحماية الأطفال من سوء المعاملة والعقوبة الجسدية المفرطة. وقد تم إقرار مشروع القانون في عام 2001، والذي يحظر على الآباء ضرب الأطفال فوق الكتفين (وبالتالي منع إصابات الرقبة والرأس والدماغ والوجه)، وبالتالي فإن أي قوة جسدية مطبقة تترك فقط علامات تافهة وقصيرة العمر مثل احمرار فقط) أي لا كدمات أو تورم أو رضوض أو جروح أو إصابات داخلية أو صدمة عاطفية، إلخ..)